# Кривцун Ігор Віталійович
І́гор Віта́лійович Крівцу́н (Кривцун) (нар. 21 жовтня 1954, Костянтинівка) — український науковець у галузі зварювання та споріднених технологій, 2011 — лауреат Державної премії України в галузі науки і техніки, 2012 — академік Національної академії наук України. З 2020 року — директор Інституту електрозварювання імені Є. О. Патона НАН України.

## Життєпис
1976 року закінчив Київський державний університет ім. Т. Г. Шевченка за спеціальністю «загальна фізика».
1984 року пройшов аспірантуру в Інституті теоретичної фізики ім. М. М. Боголюбова АН України. По аспірантурі працює в Інституті електрозварювання ім. Є. О. Патона НАН України.
1987 року захистив дисертацію на ступінь кандидата фізико-математичних наук на тему «Теоретична та математична фізика».
2003 року захистив докторську дисертацію на тему «Комбіновані лазерно-дугові процеси обробки матеріалів та пристрої для їх реалізації».
2004 року очолює відділ фізики газового розряду і техніки плазми, з 2008 працює заступником директора інституту з наукової роботи.
2009 року одночасно почав завідувати кафедрою лазерної техніки та фізико-технічних технологій в Київському політехнічному інституті.
З 2020 року, після смерті академіка Бориса Патона, обійняв посаду директора Інституту електрозварювання імені Є. О. Патона НАН України.

## Наукова діяльність
Основний напрямок наукової діяльності — теоретичні дослідження і математичне моделювання фізичних явищ, що мають місце у низькотемпературній технологічній плазмі (зварювальні дуги, плазмові струмені, оптичні та інші розряди), дослідження процесів взаємодії електродугової плазми та лазерного випромінювання з матеріалами, що оброблюються за умов дугового, плазмового, лазерного і гібридного зварювання, наплавлення та нанесення покриттів.
Розвинув теорію взаємодії сфокусованого лазерного випромінювання і дугової плазми з конденсованими середовищами.
Вперше виявив особливості лазерного та комбінованого лазерно-плазмового нагрівання частинок дрібнодисперсних металевих і керамічних матеріалів.
Розробив такі новітні гібридні процеси, як лазерно-мікроплазмове зварювання металів малих товщин, лазерно-плазмове порошкове наплавлення та напилення керамічних матеріалів, лазерно-плазмове нанесення алмазних і алмазоподібних покриттів.
Проводить теоретичне дослідження та математичне моделювання фізичних явищ у низькотемпературній технологічній плазмі, таких як
- зварювальні дуги, оптичні та інші розряди, плазмові струмені;
- процесів взаємодії електродугової плазми та лазерного випромінювання з матеріалом, що оброблюється — в умовах гібридного, дугового, лазерного та плазмового зварювання;
- наплавлення та нанесення покриттів.

Під його керунком для втілення даних технологічних процесів створено інтегровані лазерно-дугові плазмотрони, які не мають аналогів у світовій практиці.
Написав понад 140 наукових праць, з них дві монографії, автор п'яти патентів. Як педагог підготував двох кандидатів наук.
Є членом спеціалізованих вчених рад по захисту кандидатських та докторських дисертацій — при Інституті електрозварювання ім. Патона та Київському політехнічному інституті. Член редакційної колегії науково-технічного журналу «Автоматичне зварювання».
З його праць, зокрема, 1991 року опубліковано «Чисельне дослідження характеристик розряду в каналі лазерно-дугового плазмотрону» — разом з В. С. Гвоздецьким та Чиженком М. І.

## Праці
- Комбіновані лазерно-дугові процеси обробки матеріалів. Ч. 1. Ефекти комбінованої обробки і способи її реалізації / В. С. Коваленко, І. В. Крівцун // Наукові вісті НТУУ «КПІ». - 2001. - С. 33-44.
- Крівцун І. В. Особенности нагрева мелкодисперсных керамических частиц лазерным излучением / І. В. Крівцун // Физика и химия обработки материалов. – 1992. – №. 2. – С. 40-48 (співавт.).
- Крівцун І. В. Laser-ars discharge: Theory and applications / І. В. Крівцун. – Harwood Acad. Publ., 1995. - 148 p.. — (Welding and Surfacing Reviews; Vol. 3) (співавт.).
- Крівцун І. В. Модель испарения металла при дуговой, лазерной и лазерно-дуговой сварке / І. В. Крівцун // Автомат. сварка. – 2001. - №. 3. – С. 3-10.
- Крівцун І. В. Laser-ars processes and their applications in welding and material treatment / І. В. Крівцун. – London: Taylor and Francis Books, 2002. – 200 p. — (Welding and Allied Processes; Vol/ 1) (співавт.).
- Крівцун І. В. Modelling of motion and heating of powder particles in laser, plasma and hybred spraying / І. В. Крівцун // J. Thermal Spray Technol. – 2006. – 15(4). - P. 553—558 (співавт.).